# Forest-sur-Marque
Forest-sur-Marque ist eine französische Gemeinde mit 1.660 Einwohnern (Stand: 1. Januar 2022) im Département Nord in der Region Hauts-de-France. Sie gehört zum Arrondissement Lille und zum Kanton Villeneuve-d’Ascq. Die Einwohner heißen Forestois.

## Geographie
Die Gemeinde Forest-sur-Marque liegt etwa vier Kilometer östlich des Stadtzentrums von Lille, vier Kilometer südlich des Stadtzentrums von Roubaix und drei Kilometer westlich der Grenze zu Belgien. Die Marque begrenzt die Gemeinde im Westen und Südwesten. Umgeben wird Forest-sur-Marque von den Nachbargemeinden Hem im Norden sowie Villeneuve-d’Ascq im Osten, Süden und Westen.

## Bevölkerungsentwicklung
| Jahr                       | 1962 | 1968 | 1975 | 1982 | 1990 | 1999 | 2006 | 2013 | 2020 |
| Einwohner                  | 995  | 978  | 971  | 1456 | 1497 | 1562 | 1483 | 1728 | 1503 |
| Quellen: Cassini und INSEE |      |      |      |      |      |      |      |      |      |

## Sehenswürdigkeiten
- Kirche Saint-Jean-Baptiste (Johannes der Täufer)
- Britische Gräber aus den Weltkriegen

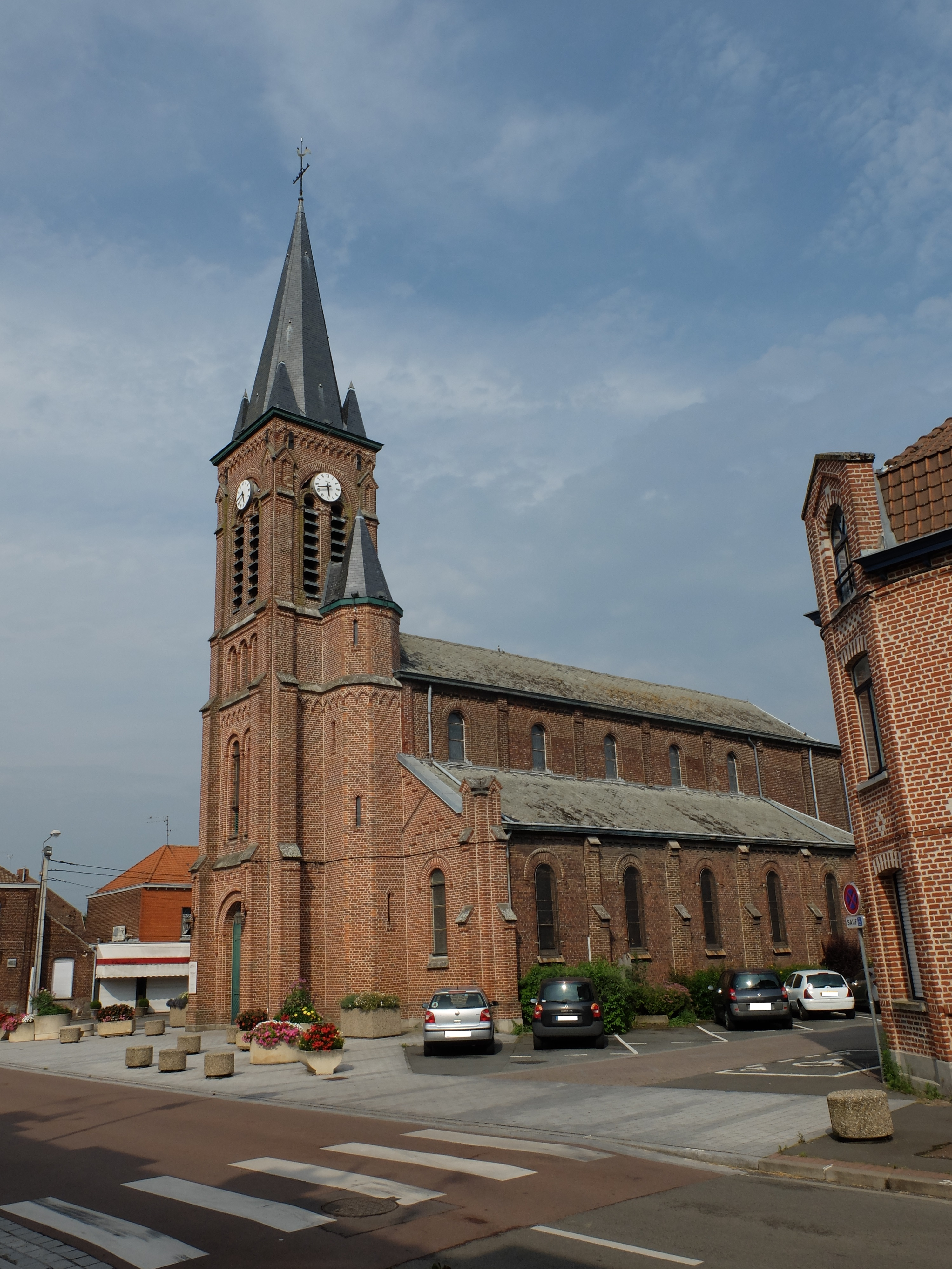
Kirche Saint-Jean-Baptiste
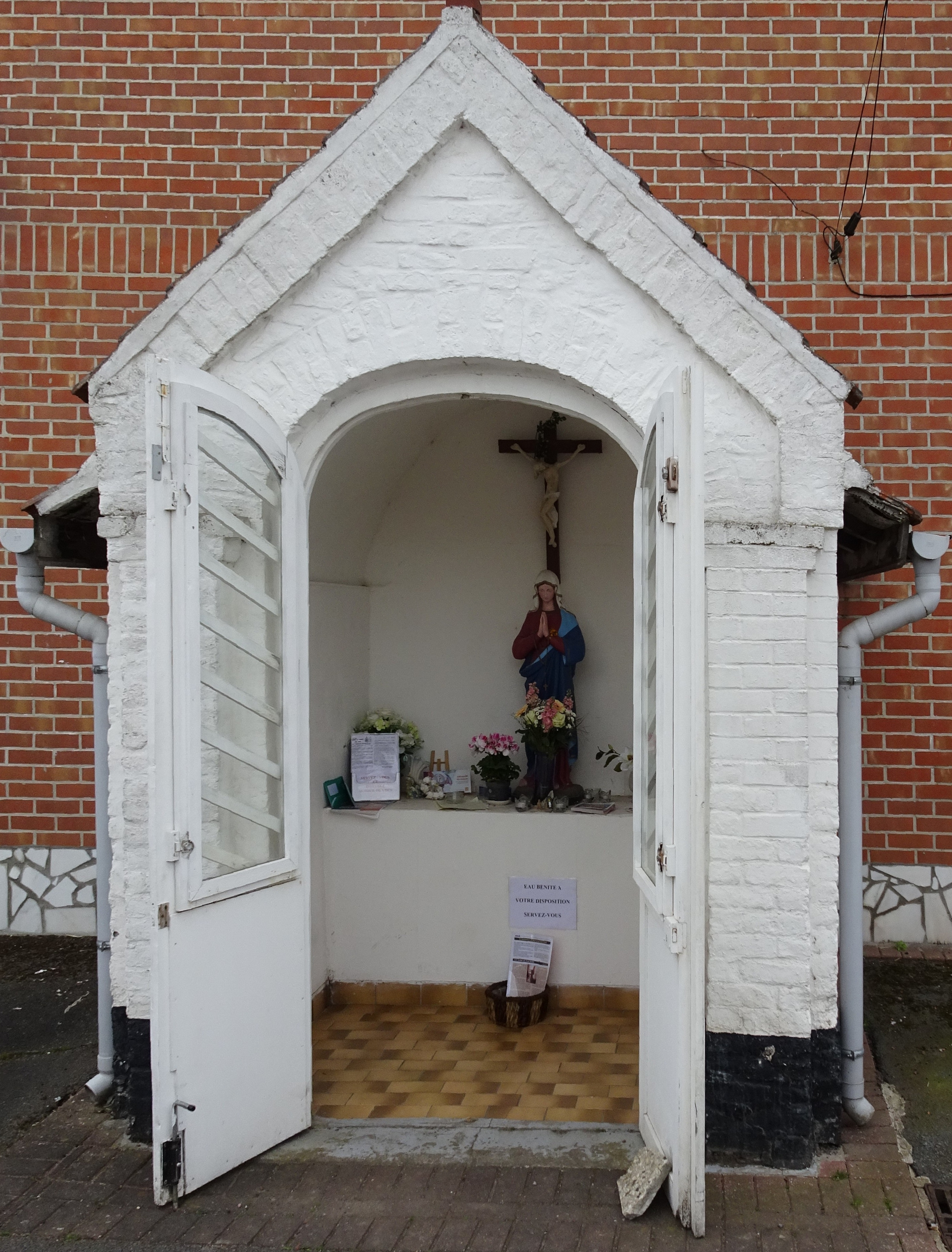
Kapelle Notre-Dame-de-la-Délivrance
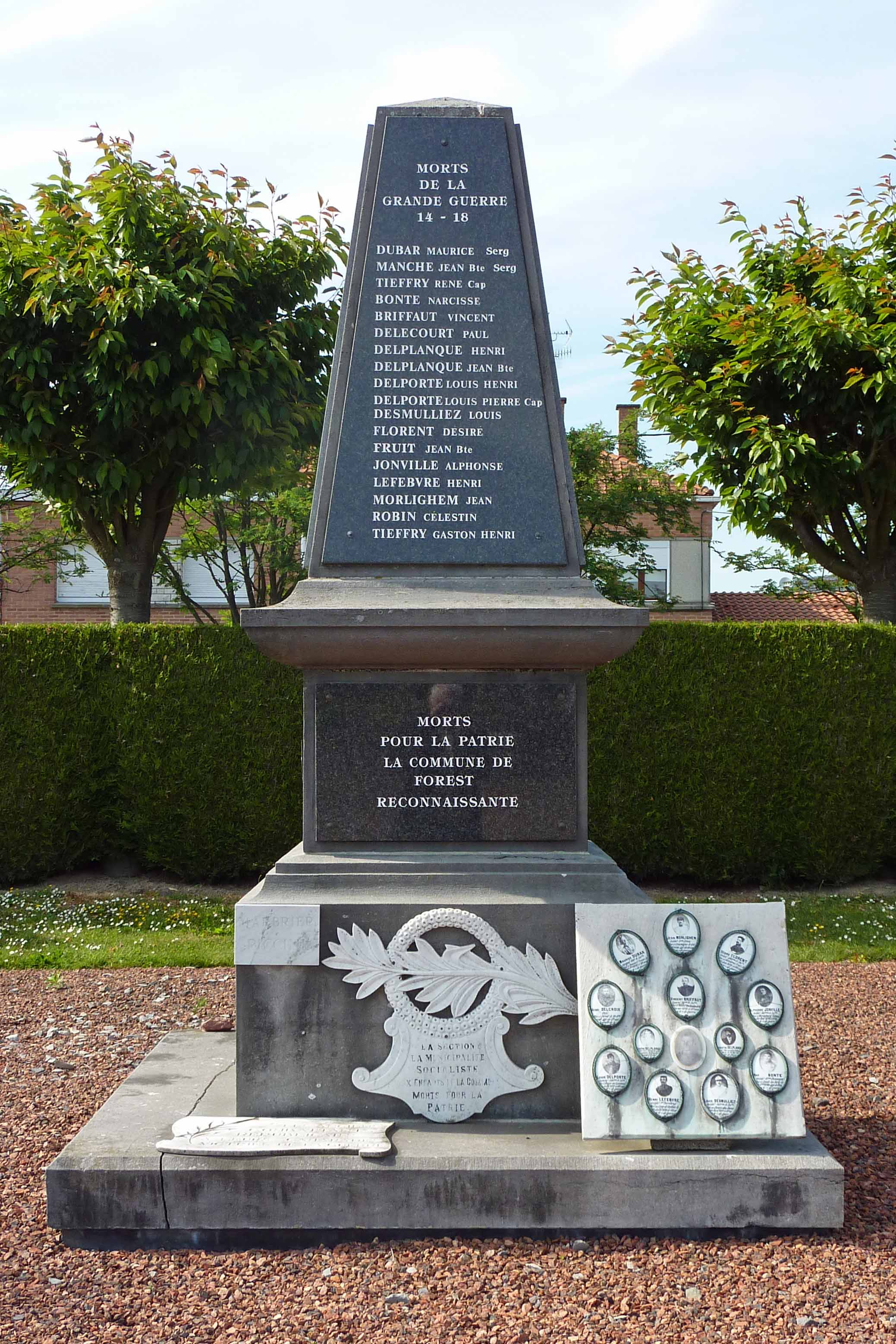
Gefallenendenkmal